# Otalgia
L'otalgia è un dolore dell'orecchio legato a patologie che colpiscono altri apparati: il dolore derivato da alterazione auricolare è invece detto "otodinia".
Può venire causata da lesioni del cavo orale, della laringe e della faringe che colpiscono indirettamente l'orecchio oppure da nevralgia del nervo trigemino o glossofaringeo. L'otodinia può invece avere causa patologica (otite) o fisica (presenza di acne, foruncoli o sostanze purulente nel condotto uditivo).
Anche patologie dell'articolazione temporo-mandibolare possono provocare l'otalgia.